# 島田ばく
島田 ばく（しまだ ばく、本名：島田 守明（しまだ もりあき）、1923年9月28日 - 2004年9月3日）は、日本の児童文学者、詩人。
元日本児童文芸家協会会員、元日本ペンクラブ会員。

## 略歴
東京都出身。国民高等小学校卒業後、戦闘機工場に入り精密部品製造に従事していたが、徴兵されて、飛行機整備係としてフィリピンに送られた。アメリカ軍の上陸により累々たる戦死者を出す悲惨な状況下、九死に一生を得て生還。アメリカ軍の捕虜となった時に、日本人牧師と出会って洗礼を受け、帰国後もキリスト教信仰を持ち続けた。
帰還後は、身に付けた技術を生かして輸出用マイクロカメラ部品の製造を行なっていたが、後に友人と町工場を経営。
その傍ら、国民高等小学校の恩師で詩人・児童文学者、おのちゅうこうとの交流を深め、子供の頃からの児童文学者への夢を叶え、主として生まれ育った大森（東京都大田区）や日々の生活に題材をとった作品を発表してきた。さらに『朝日小学生新聞』への連載など子供向けの文学啓蒙活動や、地元図書館での文学講座講師などの地域貢献活動を続けたほか、朝日カルチャースクールで児童文学創作講座の講師を務めたり、「めだかの学校」という児童文学同人を主宰して一般の児童文学愛好者との交流を最晩年まで続けるなどした。
このような児童文学の普及活動に尽力してきた功績から、日本児童文芸家協会「功労賞」などを受賞している。また、戦争での悲惨な体験とキリスト教的信念から、反戦平和を求める運動にも協力した。80歳没。

## 主な作品
- 『なぎさの天使』
- 『父の音』
- 『リボンの小箱』
- 『大森音頭』（作詞）